# 夏玲玲
夏玲玲（1953年4月21日—），臺灣女藝人，曹启泰之妻，曾經參與連續劇及電影演出，因為台視綜藝節目《小人物狂想曲》獲得第15屆金鐘獎喜劇女演員獎，是唯一獲得此獎項的演員，是1970年代台灣知名的女演員。

## 簡介
夏玲玲在21歲進入演藝圈，曾拍攝過多部電影，包括在義大利拍攝的琼瑶電影《人在天涯》，也曾拍攝《大地飞鹰》、《五花箭神》等古裝片。
1975年，夏玲玲和游天龍在台視的清裝連續劇《金玉缘》及《金玉盟》中分飾男女主角，夏玲玲的女主角香格格紅極一時，夏玲玲當時也推出唱片。1977年，古龍小說《絕代雙驕》改拍為台視連續劇《絕代雙驕》，古龍原屬意夏玲玲演出女主角鐵心蘭，後來夏玲玲則是反串男主角江小魚。之後夏玲玲又主演台視連續劇《少年遊》的主角陳小寶。
夏玲玲和陶大偉、孫越主持台視喜劇綜藝節目《小人物狂想曲》，並參與其中的短劇演出，夏玲玲並因此獲得第15屆金鐘獎喜劇女演員獎。《小人物狂想曲》以多噱頭與快節奏使觀眾留下深刻印象，夏玲玲、陶大偉和孫越也因此獲得許多喜劇電影的通告。
1986年，夏玲玲受到歌手高凌風的邀請主持華視綜藝節目《鑽石舞台》，是夏玲玲第一次執主持棒。但夏玲玲主持一個月，《鑽石舞台》收視率未見起色，再加上製作單位對曹启泰幫她寫的短劇劇本有意見，她主持沒多久以收視率未見起色為由請辭主持。

## 家庭
夏玲玲曾和朱建舜結婚，育有一子「皮皮」，在1983年離婚。1986年，夏玲玲演出華視綜藝節目《連環泡》的短劇，認識小她十歲的曹启泰，之後與曹啟泰閃電結婚。因為夏玲玲與曹啟泰是姊弟戀、而且交往一個月就宣佈戀情，引起當時許多議論，也有人宣稱這段婚姻不會超過三個月。曹启泰和夏玲玲婚後育有一子一女，1995年全家移民新加坡，後來也曾住在北京。

## 演出作品

### 電影
| 年份   | 片名                    | 飾演                     |
| 1974年 | 《女朋友》              | 李思潔                   |
|        | 《爱情在春天》          |                          |
| 1975年 | 《門裡門外》            |                          |
|        | 《鄉下畢業生》          |                          |
|        | 《女學生》              |                          |
|        | 《愛情辰跑》            |                          |
|        | 《一簾幽夢》            |                          |
| 1976年 | 《海誓山盟》            |                          |
| 1976年 | 《香格格》              |                          |
|        | 《秋歌》                |                          |
|        | 《佳期、假期》          |                          |
| 1977年 | 《昨日匆匆》            |                          |
|        | 《人在天涯》            |                          |
|        | 《女生追男生》          |                          |
|        | 《五形八掌》            |                          |
|        | 《不要在大街上吻我》    |                          |
|        | 《一代侠女》            |                          |
|        | 《鹤形伏虎斗蚊龙》      |                          |
| 1978年 | 《蛇形刁手斗螳螂》      |                          |
|        | 《五花箭神》            |                          |
|        | 《大地飛鷹》            |                          |
|        | 《绝招六式》            |                          |
|        | 《糊涂福星闯江湖》      |                          |
| 1979年 | 《七巧凤凰碧玉刀》      |                          |
| 1980年 | 《快乐英雄》            |                          |
| 1981年 | 《御剑伏魔》            |                          |
|        | 《神台猫》              |                          |
|        | 《神剑动山河》          |                          |
|        | 《中國女兵》            |                          |
| 1982年 | 《黑獄大逃亡》          |                          |
|        | 《阎王的喜宴》          |                          |
|        | 《傻丁有傻福》          |                          |
|        | 《水月十三刀》          |                          |
|        | 《酒色财气》            |                          |
|        | 《大追击》              |                          |
|        | 《大情圣》              |                          |
|        | 《状元媒》              |                          |
|        | 《提防小妞》            |                          |
|        | 《新西游记》            |                          |
| 1983年 | 《小姐当差》            |                          |
|        | 《國中十四章》          |                          |
| 1986年 | 《好小子2：大戰巨無霸》 | 武則天（特殊教育班老師） |
| 1987年 | 《孫小毛魔界歷險》      |                          |

### 電視劇
| 年份   | 頻道 | 劇名                                     | 飾演          |
| 1975年 | 台視 | 《金玉缘》                               | 香格格        |
|        | 台視 | 《金玉盟》                               | 香格格        |
| 1976年 | 台視 | 《紅樓夢》                               | 賈寶玉        |
| 1977年 | 台視 | 《絕代雙驕》                             | 江小魚/花月奴 |
| 1978年 | 台視 | 《少年遊》                               | 陳小寶        |
| 1984年 | 華視 | 金玉劇坊《新花田錯》                     | 華文秀        |
| 1984年 | 華視 | 金玉劇坊《三審鶴頂紅》                   | 梅昱          |
| 1984年 | 華視 | 金玉劇坊《三探御妹》                     | 徐鳳鳴        |
| 1984年 | 華視 | 金玉劇坊《金枝玉葉》                     | 郭璦          |
| 1984年 | 華視 | 金玉劇坊《梁山伯與祝英台》               | 梁山伯        |
| 1985年 | 華視 | 《七海遊龍》                             | 赤竺霜        |
| 1986年 |      | 《電燈泡》                               |               |
| 1987年 | 華視 | 《新孟麗君》                             | 孟麗君        |
| 1989年 | 華視 | 《全家福》                               |               |
| 1989年 | 華視 | 《快樂車行》                             |               |
| 1990年 | 華視 | 《天才保姆》                             |               |
| 1990年 | 華視 | 《紅塵有愛》                             | 花艷霞        |
| 1990年 | 華視 | 《佳家福》                               |               |
| 1990年 | 華視 | 《情變》                                 | 葉思嘉        |
| 1991年 | 華視 | 華視劇展《小市民的天空系列：給我一個家》 |               |
| 1991年 | 華視 | 《朋友好久不見》                         | 冷曼          |
| 1992年 | 華視 | 《母雞帶小鴨》                           |               |
|        | 華視 | 《緣》                                   | 趙玉英        |
| 1993年 | 華視 | 《包青天》〈紅花記〉單元                 | 古長玉        |
| 1993年 | 華視 | 《包青天》〈三擊鼓〉單元                 | 秦夫人        |
| 1993年 | 華視 | 《包青天》〈踏雪尋梅〉單元               | 白惠英        |
|        | 台視 | 《大紅包兒高高掛》                       | 二嫂          |
| 1994年 | 台視 | 《天下第一棒》                           |               |

## 主持作品

### 綜藝節目
| 年份   | 頻道 | 節目                           | 備註                   |
| 1980年 | 台視 | 《小人物狂想曲》               |                        |
| 1986年 | 華視 | 《連環泡》中的〈兩個女人〉單元 |                        |
| 1986年 | 華視 | 《鑽石舞台》                   | 與高凌風共同主持       |
| 1993年 | 台視 | 《綜藝狂想曲》                 | 與方芳 鄧安寧 共同主持 |

## 出版作品

### 書籍
| 年份   | 書名                             | 出版社   | ISBN            |
| 1995年 | 《終極伴侶：夏玲玲完全馴夫手冊》 | 商周出版 | ISBN 9579293244 |

## 獎項
| 年份   | 頒獎典禮     | 獎項         | 作品                 | 結果 |
| ------ | ------------ | ------------ | -------------------- | ---- |
| 1980年 | 第15屆金鐘獎 | 喜劇女演員獎 | 台視《小人物狂想曲》 | 獲獎 |

## 註解
1. ↑  金鐘獎在第十五屆之前，沒有有關電視的個人獎項；第十五屆開始有電視的個人獎項，演員部份分為喜劇男女演員，男女演員四個獎項；在第十六屆起取消喜劇男女演員獎項

## 延伸閱讀
- . 熱血古龍. 2009-01-04  [2014-02-04]. （原始内容存档于2014-02-22） （中文）.-有提及夏玲玲在金玉缘中飾演香格格，以及夏玲玲飾演小魚兒的報導

## 外部連結
- 夏玲玲在互联网电影资料库（IMDb）上的資料（英文）
- 夏玲玲在香港影庫上的簡介
- 夏玲玲在豆瓣上的资料（简体中文）
- 華文影史庫 夏玲玲 簡介 （页面存档备份，存于）